# Montalvos
Montalvos es un municipio y localidad española de la provincia de Albacete, en la comunidad autónoma de Castilla-La Mancha. El término municipal tiene una población de 81 habitantes (INE 2024).

## Toponimia
Antiguamente, hasta 1857, el nombre de la localidad era Montalbos.

## Geografía
Situado al sureste de la península ibérica, el municipio se integra en la comarca de La Mancha del Júcar de Albacete. La localidad se sitúa a unos 26 km de la capital provincial. Está atravesado por la autovía A-31, entre los pK 49 y 52. El relieve es predominantemente llano, como caracteriza a las comarcas manchegas. Por el noreste del municipio discurre el río Júcar, que hace de límite territorial con Tarazona de la Mancha. El pueblo se alza a 710 m sobre el nivel del mar.
| Noroeste: La Roda | Norte: La Roda | Noreste: Tarazona de La Mancha |
| Oeste: La Roda    |                | Este: La Gineta                |
| Suroeste: La Roda | Sur: La Gineta | Sureste: La Gineta             |

## Historia
A mediados del siglo XIX, la villa tenía contabilizada una población de 438 habitantes. Aparece descrita en el decimoprimer volumen del Diccionario geográfico-estadístico-histórico de España y sus posesiones de Ultramar de Pascual Madoz de la siguiente manera:

MONTALBOS: v. con ayunt. en la prov. y aud. terr. de Albacete (4 leg.), part. jud. de la Roda (2), c. g. de Valencia (26), dióc. de Cuenca (18). sit. en una llanura con buena ventilacion y clima sano. Tiene 90 casas; escuela de inslruccion primaria frecuentada por 13 alumnos á cargo de un maestro dotado con 200 rs.; una igl. parr. (La Purísima Concepcion) aneja de la de La Roda. térm.: confina con los de La Roda y La Gineta. El terreno fertilizado por el r. Júcar, que pasa formando el límite N. del térm., es arenoso y de mediana calidad; comprende algunos trozos de pinares de propiedad particular. caminos: los que dirigen á los pueblos limítrofes, todos en mal estado. correo: se recibe y despacha en La Gineta por un balijero. prod.: cereales, vino, azafran, aceite y buenos pastos, con los que se mantiene gañado lanar, mular y asnal; hay caza de perdices y liebres. ind.: la agrícola y un molino harinero. comercio: esportacion del sobrante de frutos, principalmente del azafran, é importacion de los art. de consumo que faltan: pobl.: 100 vec., 438 alm. cap. prod.: 1.310,410 rs. imp.: 62,920. contr.: 6,066.
(Madoz, 1848, p. 518)

## Geografía humana

### Demografía
Cuenta con una población de 81 habitantes (INE 2024).
| Gráfica de evolución demográfica de Montalvos entre 1842 y 2021 |
| |
| Población de derecho según los censos de población del INE Población de hecho según los censos de población del INEEn estos censos se denominaba Montalbos: 1842, 1897, 1900, 1910 y 1920 |

### Economía
Junto a la autovía Madrid-Alicante (A-31) se está construyendo el parque empresarial.

## Fiestas
- 25 de abril: San Marcos.
- 15 de mayo: San Isidro.
- 2.ª semana de agosto: Fiestas del Turista.
- 15 de agosto: gazpachos manchegos en honor a la Virgen de la Asunción.